# Серговское (Тверская область)
Серговское — деревня в Зубцовском районе Тверской области. Входит в состав Вазузского сельского поселения.

## География
Находится в южной части Тверской области на расстоянии приблизительно 5 км по прямой на восток-юго-восток от районного центра города Зубцов.

## История
Деревня была отмечена еще на карте Менде (состояние местности на 1848 год). В 1859 году здесь (сельцо Зубцовского уезда Тверской губернии) было учтено 2 двора, в 1941—21.

## Население
Численность населения: 11 человек (1859 год), 62 (русские 97 %) в 2002 году, 56 в 2010.